# Leonardo Bravo
Leonardo Bravo (Chilpancingo, Guerrero, 1764 - Ciudad de México, 13 de septiembre de 1812) fue un novohispano de ideología liberal. Hermano de Máximo y padre de Nicolás Bravo. Simpatizó y participó con los insurgentes durante el desarrollo del movimiento armado de la primera etapa de la Independencia de México.

## Trayectoria
Fue hijo de una acomodada familia española, dedicada a labores del campo y propietaria de la hacienda de Chichihualco. Al iniciarse la Guerra de Independencia, él y su hijo Nicolás Bravo, así como sus cuatro hermanos Miguel, Víctor, Máximo y Casimiro se negaron a formar una compañía de auxiliares realistas, razón por cual las autoridades del virreinato los hostigaron hasta obligarlos a esconderse. 
La tropa realista que llegó a aprehenderlos fue repelida por la gente de la hacienda y los hermanos Galeana. A partir de 1811, los Bravo tomaron parte en la lucha insurgente, unidos a las fuerzas de José María Morelos y Pavón. Logró salir del sitio de Cuautla, pero fue capturado por los realistas. El gobierno virreinal ofreció a su hijo, Nicolás, y a sus cuatro hermanos que se rindieran y a cambio le perdonarían la vida a don Leonardo. Sin embargo, tales ofrecimientos  del Virrey no constituían garantía  alguna, pues otros insurgentes que se habían acogido a su palabra de indulto, como los Orduña, fueron salvajemente ejecutados por los realistas.

## Ejecución
Morelos no quiso imponer su  infames y degradantes,  la cual  se efectuó el 13 de septiembre de 1812, en la Ciudad de México. 

Tres sujetos de graduación e influencia en la gavilla de insurgentes comandada por el cura Morelos en la parte del Sur, son los que se presentan hoy en un patíbulo para expiar sus delitos y servir de escarmiento a los malvados.

El primero es Leonardo Bravo, natural de Chilpancingo, español, de 48 años de edad y hacendado.
Decreto de pena capital, en contra de 3 líderes insurgentes, uno de  ellos, Leonardo Bravo, 1812

Morelos le ordena a Nicolás Bravo ejecutar a 300 prisioneros realistas como respuesta a las acciones del  Virrey. En lugar de vengarse a través de ellos, Nicolás Bravo decide perdonarlos. La mayoría de ellos decide unirse al ejército de Bravo.  El 19 de junio de 1823 fue declarado Benemérito de la Patria.

## Legado
Cuando fue ejecutado don Leonardo, lo supo de inmediato José María Morelos y su hijo Nicolás. El primero le ordena al joven insurgente, de 26 años de edad, que en represalia, fueran ejecutados 300 realistas. Bravo los hizo formar y les explicó lo sucedido con su padre y la orden que debía cumplir. Pensando en el horror de esa carnicería, cuando los prisioneros esperaban la muerte, se dirigió hacia los españoles y en un acto magnánimo les dijo Quedais en libertad por lo cual los 300 realistas se pasaron a los insurrectos.
Al morir don Leonardo, le sobrevivieron su esposa Gertrudis Rueda, su hijo Nicolás, sus hermanos Miguel, Víctor, Máximo, Casimiro, su cuñada Gertrudis Villaso y su sobrino Calixto.

## Honores
El 19 de junio de 1823 fue declarado Benemérito de la Patria. El municipio Leonardo Bravo, en Guerrero fue llamado así en honor a este hombre, distinguiéndolo por su heroísmo y su cabecera municipal es el mismísimo poblado de Chichihualco donde está la hacienda propiedad de él y su familia. También el Instituto Leonardo Bravo fue llamado así en honor a él y en la Alameda Central en la capital del país hay una estatua de él en su memoria junto con otros destacados hombres.